# Flare de satélite
Flare de Satélite (también conocido como brillo de satélite) es un fenómeno causado por la reflexión de la luz solar sobre la superficie de elementos brillantes de un satélite artificial tales como antenas o paneles solares, que, en dirección a la Tierra, causan un efecto breve de luminiscencia.

## Flares de satélites Iridium

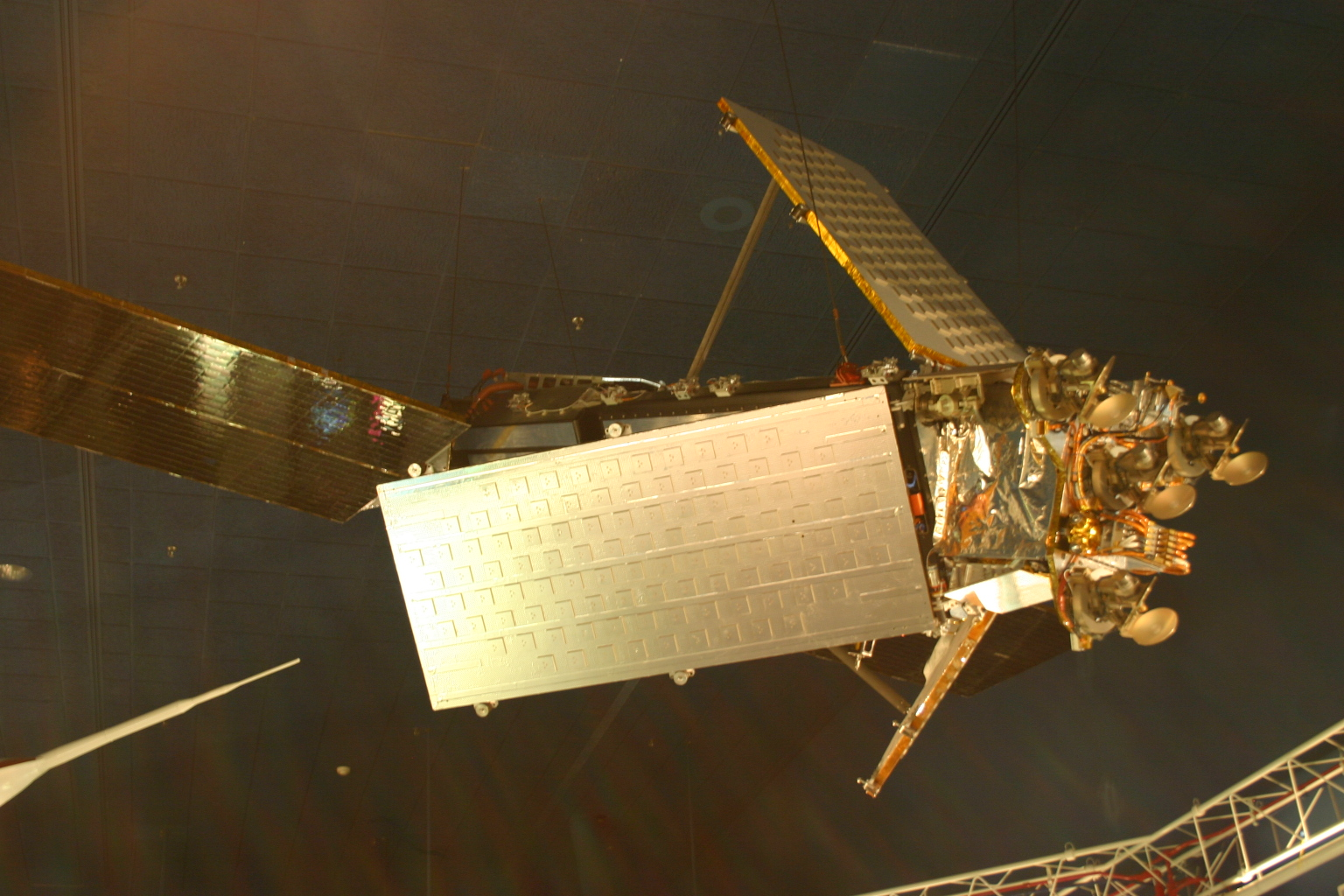
Un satélite Iridium.

Los satélites de comunicaciones Iridium tienen una forma peculiar, con tres antenas bien pulidas de forma plana cada 120 grados de separación. De vez en cuando una de las antenas refleja la luz solar directamente hacia la Tierra creando una falsa estrella brillante por algunos segundos.
El fenómeno ronda alrededor de una magnitud -8 (rara vez llega a -9,5). Algunos flares son tan brillantes que pueden verse incluso de día, pero son más impresionantes por la noche. Estos flash de luz pueden, en ocasiones, ser algo molesto para los astrónomos ya que perturban las observaciones y hasta pueden dañar equipos sensibles.
Normalmente el satélite puede ser observado sin que se realice un flare con magnitud 6 cruzando el cielo nocturno.

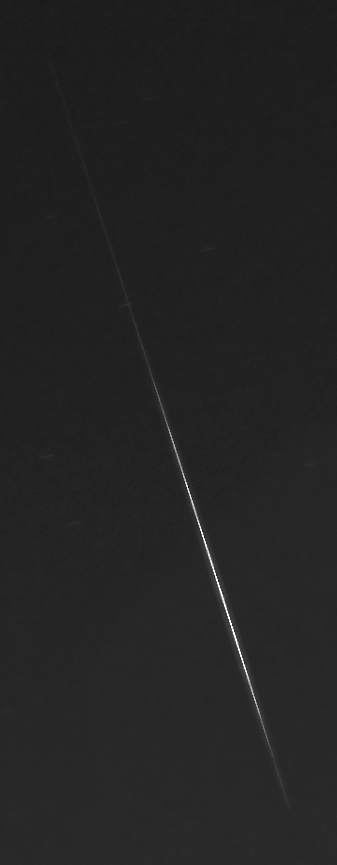
Fotografía de 30s de exposición de un destello producido por un satélite Iridium